# Vescovi di Lund

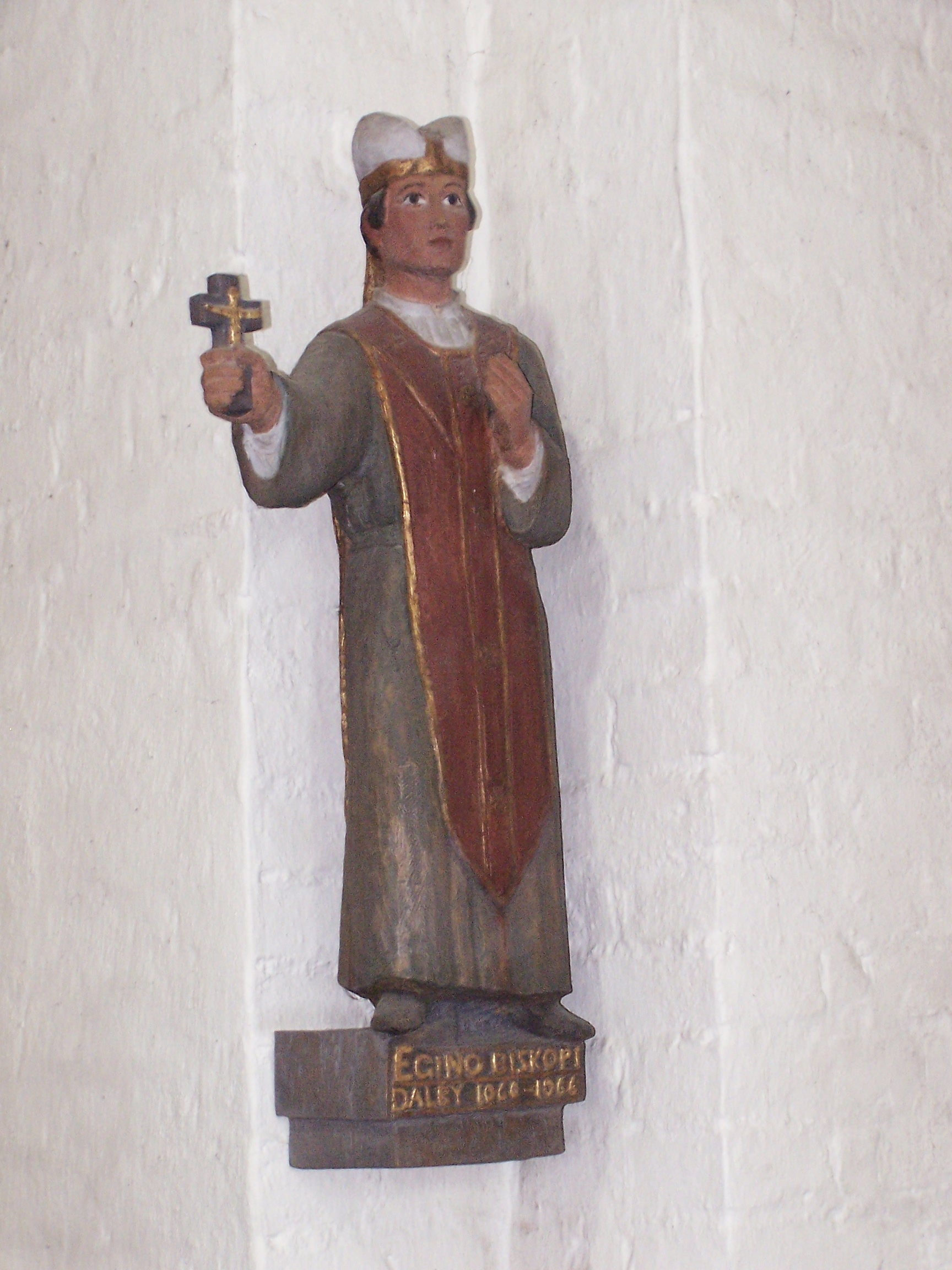
Scultura a Dalby Heligkorskyrka di Egino, vescovo di Dalby e vescovo di Lund 1062–1075.

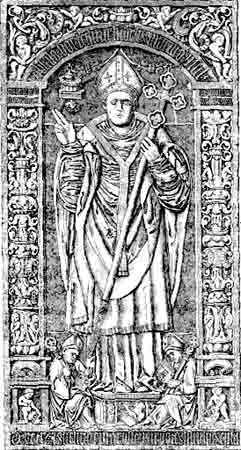
Pietra tombale di Absalon nella chiesa del monastero di Sorø, Danimarca. Absalon fu arcivescovo di Lund 1177–1201.

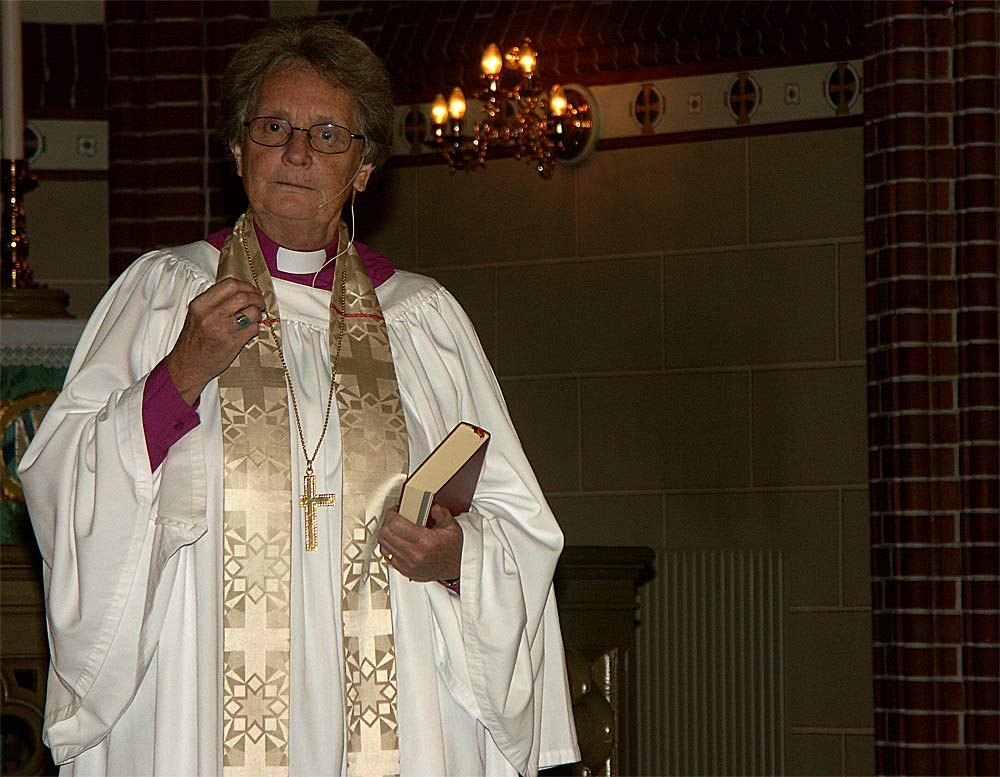
Christina Odenberg, vescovo di Lund 1997–2007.

I vescovi di Lund prima della riforma danese erano a capo di un'arcidiocesi, quella di Lund che esistette in Svezia fino al Trattato di Roskilde del 1658. La diocesi di Lund è oggi una delle tredici in cui è suddivisa la Chiesa di Svezia.

## Sopraintendenti e vescovi luterani
- 1537–1551 – Frans Vormordsen
- 1551–1560 – Niels Palladius
- 1560–1577 – Tyge Asmundsen
- 1578–1589 – Niels Hvid
- 1589–1611 – Mogens Mads
- 1611–1619 – Poul Aastrup
- 1620–1637 – Mads Jensen Medelfar
- 1638–1679 – Peder Winstrup
- 1679–1687 – Canutus Hahn
- 1688–1694 – Christian Papke
- 1694–1714 – Mathias Steuchius
- 1715–1734 – Jonas Linnérius
- 1734–1738 – Andreas Rydelius
- 1738–1740 – Carl Papke
- 1740–1747 – Henrik Benzelius
- 1748–1777 – Johan Engeström
- 1777–1794 – Olof Celsius d.y.
- 1794–1803 – Petrus Munck (af Rosenschiöld)
- 1805–1811 – Niels Hesslén
- 1811–1854 – Wilhelm Faxe
- 1854–1856 – Henrik Reuterdahl
- 1856–1865 – Johan Henrik Thomander
- 1865–1897 – Wilhelm Flensburg
- 1898–1925 – Gottfrid Billing
- 1925–1948 – Edvard Rodhe
- 1949–1958 – Anders Nygren
- 1958–1960 – Nils Bolander
- 1960–1970 – Martin Lindström
- 1970–1980 – Olle Nivenius
- 1980–1992 – Per-Olov Ahrén
- 1992–1997 – Karl Gustav Hammar
- 1997–2007 – Christina Odenberg
- 2007–2014 – Antje Jackelén
- 2014–in carica: Johan Tyrberg